# Tapiena cucullata
Tapiena cucullata är en insektsart som först beskrevs av Brunner von Wattenwyl 1891.  Tapiena cucullata ingår i släktet Tapiena och familjen vårtbitare. Inga underarter finns listade i Catalogue of Life.